# Het Bildt
Het Bildt (anhörenⓘ) (westfriesisch It Bilt) ist eine ehemalige Gemeinde der Provinz Friesland (Niederlande). Sie wurde zum 1. Januar 2018 aufgelöst und mit den Gemeinden Menameradiel, Franekeradeel und einigen Dörfern von Littenseradiel zur neuen Gemeinde Waadhoeke vereinigt.
Sie hatte 10.530 Einwohner (Stand: 31. Dezember 2017). Sie war nach der Landschaft benannt, mit der sie im Wesentlichen identisch war.

## Sprache
In der Landschaft Het Bildt wird Bildts gesprochen, ein holländischer Dialekt mit westfriesischen Einflüssen. In Minnertsga, das erst seit 1984 der Gemeinde Het Bildts angehörte, wird jedoch die westfriesische Sprache gesprochen.

## Lage und Wirtschaft
Het Bildt liegt etwa 15 km nordwestlich der Provinzhauptstadt Leeuwarden und nördlich von Franeker und wird im Norden von der Wattenmeerküste begrenzt. Auto- und Eisenbahnen gibt es in der Gemeinde nicht. Ein Schnellbusdienst verkehrt zwischen Leeuwarden und St. Annaparochie.
Het Bildt liegt in der „Bouwhoek“, der „Ackerbauecke“ Frieslands. Berühmt sind die hier angebauten Kartoffeln, darunter die nach der Gemeinde benannte Sorte Bildtstar. In zunehmendem Maße siedeln sich, namentlich in St Annaparochie, Pendler an, die in der Stadt Leeuwarden arbeiten. In St. Annaparochie gibt es auch einen Gewerbepark mit mehreren Kleinbetrieben.

## Orte
- Sint Annaparochie: (Name auf Bildts: Sint-Anne). Sint Annaparochie war Verwaltungssitz. In diesem etwa 5000 Einwohner zählenden Dorf finden sich auch mehrere Schulen, Geschäfte usw. Das Dorf hat eine achtkantige Kirche, die 1682 erbaut wurde. Im Jahr 1634 heiratete der berühmte Maler Rembrandt van Rijn in diesem Dorf Saskia van Uylenburgh. Ein modernes Denkmal im Dorf erinnert an diese Eheschließung.

Die anderen Orte in der Gemeinde sind:
- Minnertsga (Minnertsgea): mit etwa 1850 Einwohnern; das Dorf ist auf einer Warft (Friesisch: terp) entstanden. Es hat eine mittelalterliche, im 16. Jahrhundert mit einem neuen Turm versehene, Dorfkirche.
- Sint Jacobiparochie (Sint-Jabik): mit etwa 1800 Einwohnern
- Vrouwenparochie (Froubuurt): mit etwa 750 Einwohnern; im Dorf steht eine sehenswerte 1670 erbaute Kirche.
- Oudebildtzijl (Ouwe-Syl): mit einer Einwohnerzahl von etwa 1000; das entlang eines Deiches gelegene Dorf hatte früher einen kleinen Hafen; die alte Schleuse am Siel (zijl) wird in Kürze restauriert werden.
- Nij Altoenna: 725 Einwohner
- Westhoek (De Westhoek): mit etwa 275 Einwohnern
- kleine Weiler in der Gemeinde sind Nieuwebildtzijl (Nije-Syl), Vrouwbuurtstermolen sowie Zwarte Haan

## Geschichte
Im Jahre 1505 wurde der Seearm des Wattenmeeres, Middelzee genannt, zum Teil eingepoldert. Entlang des 14 km langen Deiches entstand schon bald Oudebildtzijl. Da die Deichbauer und Kolonisten keine Friesen, sondern Holländer waren, darunter viele Katholiken aus der Nähe von Dordrecht, entstand eine abgesonderte, einen holländischen Dialekt sprechende Gemeinschaft. Im frühen 17. Jahrhundert wurde ein neuer Polder um Nieuwebildtzijl angelegt. Die Endung zijl bedeutet »Siel«.

## Politik

### Sitzverteilung im Gemeinderat
| Partei              | Sitze | Sitze | Sitze | Sitze |
| Partei              | 2002  | 2006  | 2010  | 2014  |
| ------------------- | ----- | ----- | ----- | ----- |
| CDA                 | 5     | 4     | 4     | 4     |
| Frije Bilkerts      | —     | —     | 2     | 4     |
| Werkgroep het Bildt | 4     | 4     | 4     | 3     |
| PvdA                | 3     | 5     | 3     | 2     |
| VVD                 | 3     | 2     | 2     | 2     |
| Gesamt              | 15    | 15    | 15    | 15    |

## Persönlichkeiten

### Söhne und Töchter der Stadt
- Waling Dykstra (* 1821 in Vrouwenparochie; † 1914), friesischer Dichter
- Jan de Vries (* 1944 in Sint Jacobiparochie; † 2021 in Purmerend), niederländischer Motorradrennfahrer